# قسطنطين الثالث
قسطنطين أو قُسْطَنْطِينُ بْنُ هِرَقْلَ أو كونستانتينوس الثالث (612 - 641) (باليونانية: Κωνσταντίνος Γ΄) هو الابن الأكبر للإمبراطور البيزنطي هرقل (هيراكليوس) وزوجته الأولى يودوكيا. حكم قسطنطين لمدة أربعة أشهر عام 641.
لقب قسطنطين الثالث باسم «قسطنطين هرقل الجديد» (Ηράκλειος νέος Κωνσταντίνος)، وقد كان هذا اسمه الرسمي بعدما اعتلى على العرش الإمبراطوري. ولكن ثبت الاسم قسطنطين في النصوص البيزنطية لاحقاً، وأصبح معياراً في دراسات التاريخ الحديثة. عين قسطنطين كإمبراطور ثانٍ في 22 يناير 613 بواسطة أبيه هرقل، وبعد ذلك بقليل خطب ابنة عمه غريغوريا، وهي ابنة ابن العم الأول لهرقل، نيكيتاس. وفي عام 629 تزوجها، ورزقا بابنين هما قسطنطين الثاني وثيودوسيوس.
بعدما توفي والده هرقل عام 641، عين قسطنطين كإمبراطور أول للبيزنطيين، وقد كان أخوه هرقلوناس، ابن مارتينا (زوجة هرقل الأخرى)، إمبراطوراً أيضاً. بعد أربعة أشهر من اعتلائه العرش الإمبراطوري توفي بسبب مرض السل، الأمر الذي أدى بأن يحكم هيراكلوناس وحده الإمبراطورية البيزنطية. يقال بأن قسطنطين توفي جراء سم وضعته مارتينا زوجة أبيه ووالدة أخيه هرقلوناس.